# Mischa Elman
Pour les articles homonymes, voir Elman.
Répertoire
Second Concerto pour violon de Bohuslav Martinů
Mikhail Saulovitch « Misha » Elman est un violoniste d'origine russe, né le 20 janvier 1891 à Talnoïe (aujourd'hui dans l'oblast de Tcherkassy, alors appartenant à l'Empire russe) et décédé à New York le 5 avril 1967. Il est naturalisé américain en 1923.

## Biographie
Son grand-père Josef était un klezmer, un violoniste de musique folklorique juive. Il était connu pour la beauté de sa sonorité au violon, les gens ayant entendu et le grand-père et le petit-fils s'accordèrent à dire que Mischa avait hérité du son de Josef. Le père d'Elman était professeur d'hébreu et commerçant.
Très jeune Mischa possède une oreille absolue, mais son père hésite à l'orienter vers une carrière de musicien, le statut social du musicien dans la communauté juive n'étant pas avantageux. Finalement, il l'y introduit, et lui offre un petit violon, sur lequel très vite l'enfant apprendra de lui-même plusieurs airs.
Quelque temps après, la ville de Talnoïe ne suffisant pas au développement musical d'Elman, il commence ses études de violon à Odessa avec un professeur local, Alexander Fiedelmann (1897-1902), et donne son premier concert en 1899, en jouant le Concerto de Bériot.
L'enfant progresse rapidement et est invité fréquemment à jouer devant des stars de passage comme Adolph Brodsky, Pablo de Sarasate et Leopold Auer. Pablo de Sarasate lui écrit une lettre de recommandation dans laquelle il assure que Mischa possède un talent certain et qu'il peut devenir, s'il étudie quelques années à Paris, Berlin ou Saint-Pétersbourg, une des plus grandes fiertés d'Europe.
Finalement, en 1901, il est auditionné à 11 ans par Leopold Auer et joue le Concerto no 2 de Wieniawski et les 24 Caprices de Paganini. Auer est impressionné et l'admet aussitôt au conservatoire impérial de Saint-Pétersbourg.
Dès la première rencontre Auer-Elman, le ton et le style unique d'Elman ont su se développer, et la perception propre d'Auer du jeu de violon lui a été indéniablement favorable.
Déjà en 1903, Elman a donné plusieurs concerts privé pour de riches amateurs d'arts. Parmi eux le grand-duc de Mecklembourg-Strelitz, qui présentera à Mischa son premier violon italien – un Amati.
Ses débuts hors des frontières russes ont lieu à Berlin en 1904, où il crée une forte impression, suivis d'une importante tournée dans toute l'Allemagne, puis l'Angleterre (en 1905 à Londres, première anglaise du Concerto d'Alexandre Glazounov), la France et les États-Unis, où il apparaît en 1908 au Carnegie Hall, jouant le Concerto pour violon de Tchaïkovski avec la Société de symphonie russe de New York, conduite par Modeste Altschuler.
Joseph Joachim, devant qui il a joué à titre privé à ses débuts, dira en constatant le phénomène Elman : « Je suis muet. » En quelques mois, l'Europe est conquise. La presse britannique donne à Elman le titre de « violoniste le plus grand dans le monde ». En 1905, Mischa Elman jouera au palais de Buckingham pour le roi Édouard VII et le roi Alphonse XIII d'Espagne, partageant le programme avec Nellie Melba et Enrico Caruso.
L'apparition de Jascha Heifetz sur la scène aura un impact dévastateur sur la carrière de beaucoup de violonistes de cette époque. Mais Elman restera un artiste de concert très populaire, donnant parfois jusqu'à 107 concerts sur 29 semaines, et apparaissant en duo avec Eugène Ysaÿe.
La famille Elman émigre aux États-Unis et Mischa devient citoyen américain en 1923. Sa carrière se développe rapidement dans le monde entier. En 1917, il est élu comme membre honoraire du Phi Mu Alpha Sinfonia music fraternity.
Le 31 décembre 1943, il donne la première du Second Concerto pour violon de Bohuslav Martinů, écrit pour lui. La vente de ses disques dépasse les deux millions d'exemplaires (certains seront réédités sur CD).
Mischa Elman peut être considéré comme l'un des plus grands représentants de l'école violonistique russe de Saint-Pétersbourg : virtuose prodigieux, doté d'une ample sonorité, son répertoire allait de la musique ancienne à la plus moderne, avec peut-être une prédilection pour les romantiques (dont Brahms) et pour les compositeurs slaves (Tchaïkovski, Dvorak). Ysaÿe lui a dédié son poème Extase, Martinů, son 2e Concerto pour violon (1943). Il possédait depuis 1907 le Stradivarius de Joachim sur lequel il joua toute sa vie, alternant parfois avec deux autres Stradivarius, le Madame Récamier (1717), cadeau de mariage de sa propre femme (1925), et le Samazeuilh (1735), qu'il avait acquis en 1923.
Entre 1924 et la fin de la dernière guerre, il participa activement à un quatuor à cordes qu'il avait lui-même fondé.
Son accompagnateur le plus fréquent pour la musique de chambre était Emmanuel Bay, né le même jour que Mischa, le 20 janvier 1891.
Mischa Elman est mort le 5 avril 1967 à New York. Il est enterré au cimetière de Westchester Hills à Hastings-on-Hudson, New York.

## Discographie
Les enregistrements d'Elman ont couvert plus de cinquante ans. Avec des enregistrements réalisés pendant l'ère du 78 tr sous le label La Voix de son maître et Victor (plus tard RCA Victor).
Pendant l'ère LP, Elman a signé avec Decca/London et plus tard avec le label Vanguard. À la différence de Jascha Heifetz, son contemporain, le travail d'Elman n'a jamais été réédité systématiquement. Ci-dessous la liste de ses enregistrements les plus populaires :
78 tours / Mono
- Bach - Concerto pour violon en mi majeur, BWV 1042 - avec John Barbirolli
- Bach - Prélude extrait de la Partita pour violon seul, BWV 1006
- Beethoven - Concerto pour violon, op. 61 - avec Georg Solti et l'Orchestre philharmonique de Londres
- Beethoven - Romance en fa majeur pur violon et orchestre (HMV DB 1847)
- Massenet - Elegie Melodie, avec Enrico Caruso (HMV DK 103)
- Mendelssohn - Concerto pour violon en mi mineur, op. 64 - avec Desire Defauw et l'Orchestre symphonique de Chicago
- Raff - Cavatina avec Josef Bonime (HMV DB 1354)
- Sarasate - Zigeunerweisen, op. 20, No. 1.
- Schubert - Valse sentimentale, avec Carroll Hollister (HMV DA 1144)
- Schumann - Traumerei, avec Marcel Van Gool (HMV DA 1144)
- Tchaïkovsky - Violin Concerto in D Major, Op. 35 - avec John Barbirolli et l'Orchestre symphonique de Londres
- Tchaïkovsky - Concerto pour violon en ré majeur, op. 35 - avec Sir Adrian Boult  et l'Orchestre philharmonique de Londres
- Tchaïkovsky - Sérénade mélancolique, op. 26 - avec Nathaniel Shilkret et le Victor Symphony Orchestra
- Vivaldi - Concerto en sol mineur, RV 317 - avec Lawrence Collingwood et l'Orchestre Philharmonia
- Wieniawski - Concerto pour violon en ré mineur, op. 22 - avec Alexander Hilsberg et le "Robin Hood Dell" (aka Philadelphia) Orchestra
- Wieniawski - Légende, op. 17

Stéréo
- Bach - Concerto pour violon en mi majeur, BWV 1042 - avec Vladimir Golschmann et l'opéra d'État de Vienne
- Dvorak - Fantaisie slave en si mineur
- Kreisler - La Précieuse
- Nardini - Concerto pour violon en mi mineur - avec Vladimir Golschmann et l'opéra d'État de Vienne
- Smetana - Ma Vlast, no. 2.
- Vivaldi - Concerto pour violon en sol mineur, RV 317 - avec Vladimir Golschmann, et l'opéra d'État de Vienne